# تلمبه ارگاسیا
تلمبه ارگاسیا، یک آبادی از توابع بخش مرکزی، شهرستان کرمان در استان کرمان ایران است.

## جمعیت
این آبادی در دهستان باغین قرار دارد و براساس سرشماری مرکز آمار ایران در سال ۱۳۹۵، سکنه دائم ان کمتر از سه خانوار بوده‌است.